# エリザベス・ハフェンデン
エリザベス・ハフェンデン（Elizabeth Haffenden, 1906年4月18日 - 1976年5月29日）は、イギリスの衣裳デザイナーである。『ベン・ハー』と『わが命つきるとも』によりアカデミー賞衣裳デザイン賞を2度受賞した。

## 主なフィルモグラフィ

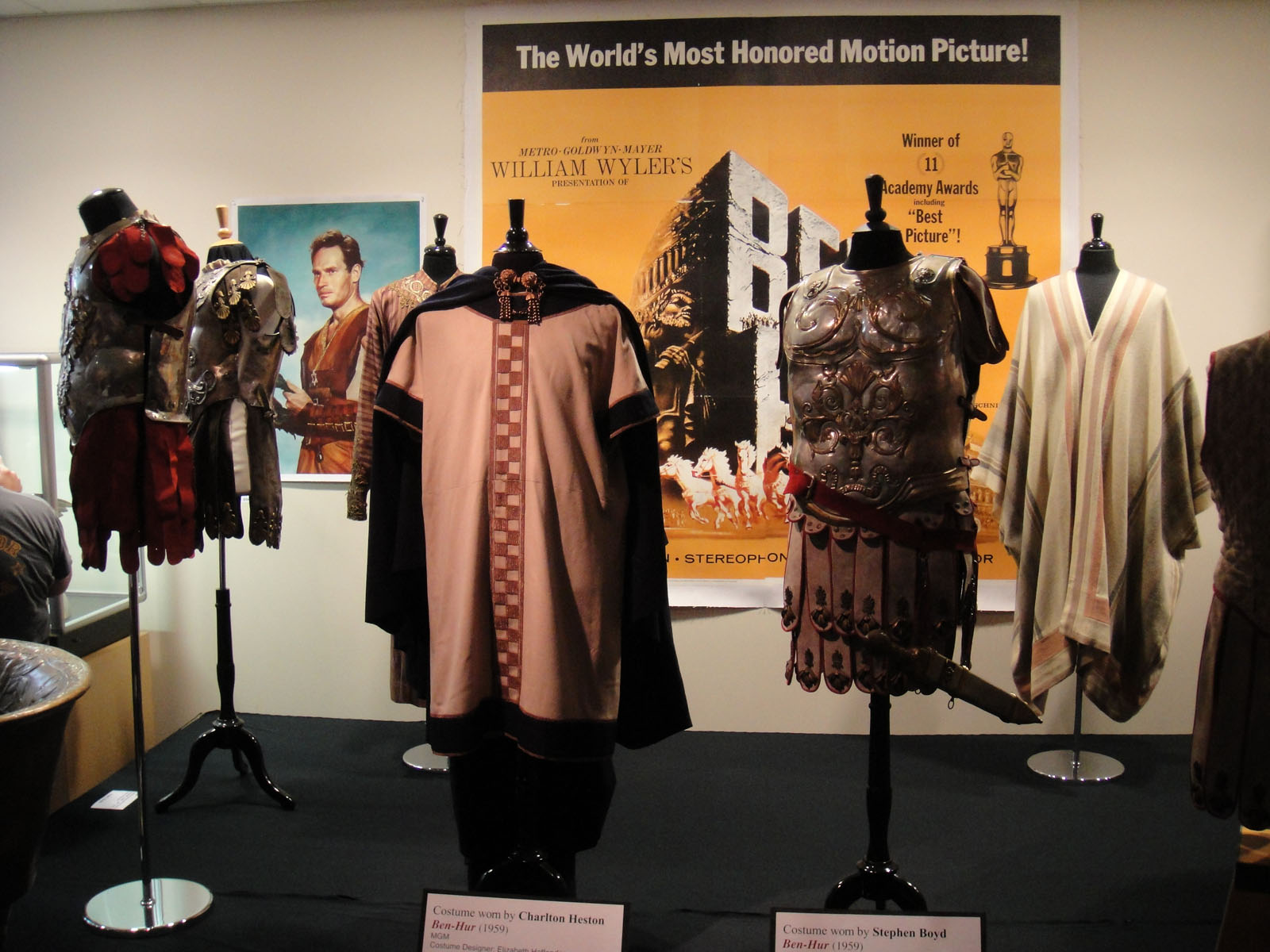
『ベン・ハー』（1959年）の衣裳

- 灰色の男 The Man in Grey (1943)
- 激情 Fanny by Gaslight (1944)
- 七つの月のマドンナ Madonna of the Seven Moons (1945)
- キャラバン Caravan (1946)
- ベデリア Bedelia (1946)
- 魔法の楽弓 The Magic Bow (1946)
- 卑怯者 The Man Within (1947)
- 赤い百合 Jassy (1947)
- コロンブスの探険 Christopher Columbus (1949)
- 南欧の悲歌 Call of the Blood (1949)
- ベン・ハー Ben-Hur (1959)
- サンダウナーズ The Sundowners (1960)
- わが命つきるとも A Man for All Seasons (1966)
- チキ・チキ・バン・バン Chitty Chitty Bang Bang (1968)
- 屋根の上のバイオリン弾き Fiddler on the Roof (1971)